# 드미트리 포자르스키

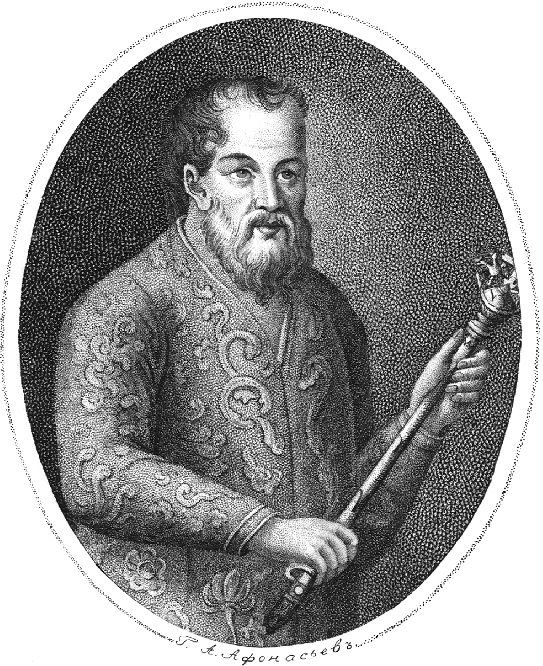

드미트리 포자르스키(본명: 드미트리 미하일로비치 포자르스키, 러시아어: Дми́трий Миха́йлович Пожа́рский, 1577년 10월 17일 ~ 1642년 4월 30일)는 러시아 차르국의 왕자이다. 1611년부터 1612년까지 폴란드-모스크바 전쟁 중 군사적 리더십을 발휘했다. 니즈니노브고로드에서 쿠즈마 미닌과 함께 의용군은 고난의 시기에 폴란드-리투아니아 연방의 러시아 점령에 맞서 1612년 모스크바 전투에서 러시아가 승리한 후 폴란드가 철수했다. 포자르스키는 미하일 1세 표도로비치로부터 조국의 구세주라는 전례 없는 칭호를 받았다. 러시아 문화의 민중 영웅이 되었으며 모스크바 붉은 광장에 있는 미닌과 포자르스키 기념비에서 영예를 얻었다.